# Новоувальський
Новоува́льський (рос. Новоувальский) — селище у складі Крутіхинського району Алтайського краю, Росія. Входить до складу Заковряшинської сільської ради.

## Населення
Населення — 19 осіб (2010; 33 у 2002).
Національний склад (станом на 2002 рік):
- росіяни — 97 %